# UCI-Cyclocross-Saison 2018/19
Die Cyclocross-Saison 2018/2019 reichte vom 1. August 2018 bis zum 28. Februar 2019. Sie bestand aus den im internationalen UCI-Kalender registrierten Cyclocrossrennen.

## Klassifikation
Zum internationalen Cyclocross-Kalender gehörten folgende Rennklassen (siehe auch UCI-Kategorie):
- die Weltmeisterschaften (CM) Anfang Februar;
- die kontinentalen Meisterschaften in Europa und in Amerika (CC);
- die nationalen Meisterschaften (CN), die über die Saison verteilt stattfanden, meist aber Anfang Januar;
- die 9 Rennen des Weltcups 2018/2019 (CDM);
- zahlreiche weitere Rennen der Klassen C1 und C2.

Die C1- und C2-Rennen gehörten oft nationalen Rennserien an, worunter die Superprestige-Serie und DVV Trofee in Belgien hervorstachen. Daneben gab es weitere Rennen auf den nationalen Kalendern der einzelnen Radsportverbände, die an dieser Stelle nicht berücksichtigt sind.

## Kalender
Die untenstehende Liste führt die Weltcup-Rennen sowie die der Klassen C1 und C2 auf, die in der Regel bei Männern und Frauen durchgeführt wurden. Es sind nur die Sieger der Kategorie Elite genannt.
| Datum         | Ort             | Rennen                                              | Klasse | Sieger                    | Siegerin                   |
| ------------- | --------------- | --------------------------------------------------- | ------ | ------------------------- | -------------------------- |
| 25. Aug. 2018 | Essendon        | Cyclo-cross National Series #8                      | C2     | Jens Dekker               | Samantha Runnels           |
| 26. Aug. 2018 | Essendon        | Cyclo-cross National Series #9                      | C2     | Jens Dekker               | Samantha Runnels           |
| 1. Sep. 2018  | Roanoke         | Deschutes Brewery's Go Cross #1                     | C2     | Kerry Werner              | Caroline Mani              |
| 2. Sep. 2018  | Aohan           | Qiansen Trophy Aohan Station                        | C1     | Gosse van der Meer        | Aida Nuño Palacio          |
| 2. Sep. 2018  | Roanoke         | Deschutes Brewery's Go Cross #2                     | C2     | Kerry Werner              | Crystal Anthony            |
| 8. Sep. 2018  | Rochester       | Rochester Cyclocross #1                             | C1     | Stephen Hyde              | Maghalie Rochette          |
| 9. Sep. 2018  | Rochester       | Rochester Cyclocross #2                             | C2     | Stephen Hyde              | Maghalie Rochette          |
| 15. Sep. 2018 | Breinigsville   | Nittany Lion Cross #1                               | C2     | Kerry Werner              | Erica Zaveta               |
| 16. Sep. 2018 | Baden           | Süpercross Baden (EKZ CrossTour #1)                 | C1     | David van der Poel        | Elisabeth Brandau          |
| 16. Sep. 2018 | Breinigsville   | Nittany Lion Cross #2                               | C2     | Matthieu Boulo            | Erica Zaveta               |
| 16. Sep. 2018 | Eeklo           | Geraardsbergen (Brico Cross)                        | C2     | Lars van der Haar         | Eva Lechner                |
| 19. Sep. 2018 | Reno            | RenoCross                                           | C1     | Lance Haidet              | Maghalie Rochette          |
| 21. Sep. 2018 | Waterloo        | Trek Cup                                            | C2     | Quinten Hermans           | Evie Richards              |
| 23. Sep. 2018 | Illnau          | Radcross Illnau                                     | C2     | David van der Poel        | Laura Verdonschot          |
| 23. Sep. 2018 | Waterloo        | Weltcup #1                                          | CDM    | Toon Aerts                | Marianne Vos               |
| 28. Sep. 2018 | Uničov          | Toi Toi Cup #1                                      | C1     | Vincent Baestaens         | Laura Verdonschot          |
| 28. Sep. 2018 | Iowa City       | Jingle Cross #1                                     | C2     | Diether Sweeck            | Helen Wyman                |
| 29. Sep. 2018 | Poprad          | GP Poprad                                           | C1     | Marcel Meisen             | Denise Betsema             |
| 29. Sep. 2018 | Iowa City       | Weltcup #2                                          | CDM    | Toon Aerts                | Kaitlin Keough             |
| 30. Sep. 2018 | Iowa City       | Jingle Cross #2                                     | C1     | Nicolas Cleppe            | Kateřina Nash              |
| 30. Sep. 2018 | Thompsonville   | KMC Cross Fest                                      | C2     | Lane Maher                | Regina Legge               |
| 6. Okt. 2018  | Lutterbach      | Cyclo-Cross International de la Solidarité          | C2     | David van der Poel        | Denise Betsema             |
| 6. Okt. 2018  | Hlinsko         | Toi Toi Cup #2                                      | C2     | Jan Nesvadba              | Pavla Havlíková            |
| 6. Okt. 2018  | Baltimore       | Charm City Cross #1                                 | C1     | Kerry Werner              | Ellen Noble                |
| 6. Okt. 2018  | Meulebeke       | Berencross (Brico Cross)                            | C2     | Mathieu van der Poel      | Sanne Cant                 |
| 6. Okt. 2018  | West Sacramento | West Sacramento Cyclocross GP #1                    | C2     | Anthony Clark             | Samantha Runnels           |
| 7. Okt. 2018  | Baltimore       | Charm City Cross #2                                 | C2     | James Driscoll            | Ellen Noble                |
| 7. Okt. 2018  | Helsingør       | Kronborg Cyclocross                                 | C2     | Benjamin Wittrup Justesen | Ida Erngren                |
| 7. Okt. 2018  | West Sacramento | West Sacramento Cyclocross GP #2                    | C2     | Cody Kaiser               | Samantha Runnels           |
| 7. Okt. 2018  | Raková          | Grand Prix Raková                                   | C2     | Emil Hekele               | Nikola Bajgerová           |
| 7. Okt. 2018  | Derby           | National Trophy Series #1                           | C2     | Braam Merlier             | Bethany Crumpton           |
| 7. Okt. 2018  | Aigle           | Cyclocross Aigle (EKZ CrossTour #2)                 | C1     | Vincent Baestaens         | Denise Betsema             |
| 7. Okt. 2018  | Ronse           | GP Mario De Clercq (Brico Cross)                    | C1     | Mathieu van der Poel      | Marianne Vos               |
| 7. Okt. 2018  | Belfast         | Bioracer International Cyclo-cross                  | C2     | David Conroy              | Maria Larkin               |
| 8. Okt. 2018  | Nakauchi        | Ibaraki Cyclo-cross Toride                          | C2     | Hijiri Oda                | Miyoko Karami              |
| 13. Okt. 2018 | Jičín           | Toi Toi Cup #3                                      | C2     | Jan Nesvadba              | Pavla Havlíková            |
| 13. Okt. 2018 | Gloucester      | Grand Prix of Gloucester #1                         | C2     | Curtis White              | Ellen Noble                |
| 13. Okt. 2018 | Lokeren         | Rapencross (Brico Cross)                            | C2     | Daan Soete                | Sanne Cant                 |
| 13. Okt. 2018 | Boulder City    | US Open of Cyclocross #1                            | C2     | Gage Hecht                | Clara Honsinger            |
| 14. Okt. 2018 | Gloucester      | Grand Prix of Gloucester #2                         | C2     | Curtis White              | Ellen Noble                |
| 14. Okt. 2018 | Boulder City    | US Open of Cyclocross #2                            | C2     | Brannan Fix               | Clara Honsinger            |
| 14. Okt. 2018 | Razès           | Coupe de France #1                                  | C2     | Francis Mourey            | Joyce Vanderbeken          |
| 14. Okt. 2018 | Marín           | Ciclocross International Xaxancx                    | C2     | Felipe Orts               | Lucía González             |
| 14. Okt. 2018 | Gieten          | Veldrit Gieten (Superprestige #1)                   | C1     | Mathieu van der Poel      | Annemarie Worst            |
| 18. Okt. 2018 | Ardooie         | Kermiscross                                         | C2     | Wout van Aert             | Loes Sels                  |
| 20. Okt. 2018 | Boom            | Schorrecross (Superprestige #2)                     | C2     | Mathieu van der Poel      | Kim Van de Steene          |
| 20. Okt. 2018 | Sherbrooke      | Sherbrooke CX #1                                    | C2     | Gunnar Holmgren           | Ruby West                  |
| 20. Okt. 2018 | Washington      | DCCX #1                                             | C2     | Kerry Werner              | Sunny Gilbert              |
| 20. Okt. 2018 | Podbrezová      | Grand Prix Podbrezová                               | C2     | Braam Merlier             | Magdalena Mišonová         |
| 21. Okt. 2018 | Sherbrooke      | Sherbrooke CX #2                                    | C2     | Gunnar Holmgren           | Ruby West                  |
| 21. Okt. 2018 | Washington      | DCCX #2                                             | C2     | Kerry Werner              | Sunny Gilbert              |
| 21. Okt. 2018 | Cles            | Trofeo Nuovi Investimenti                           | C2     | Matteo Vidoni             | Sara Casasola              |
| 21. Okt. 2018 | Stockholm       | Stockholm Cyclocross                                | C2     | Tobias Johannessen        | Ida Erngren                |
| 21. Okt. 2018 | Bern            | Weltcup #3                                          | CDM    | Mathieu van der Poel      | Marianne Vos               |
| 21. Okt. 2018 | Ternitz         | Tage des Querfeldeinsports                          | C2     | Braam Merlier             | Kamila Janů                |
| 23. Okt. 2018 | Woerden         | Nacht van Woerden                                   | C2     | Lars van der Haar         | Marianne Vos               |
| 27. Okt. 2018 | Laudio          | Ziklokross Laudio (Copa de España #1)               | C1     | Felipe Orts               | Aida Nuño Palacio          |
| 27. Okt. 2018 | Jamesburg       | HPCX #1                                             | C2     | Justin Lindine            | Cassandra Maximenko        |
| 27. Okt. 2018 | Slaný           | Toi Toi Cup #4                                      | C2     | Jim Aernouts              | Pavla Havlíková            |
| 27. Okt. 2018 | Covington       | Cincinnati Cross Devou Park                         | C1     | Gage Hecht                | Ellen Noble                |
| 27. Okt. 2018 | Neerpelt        | GP Neerpelt (Soudal Classics)                       | C2     | Laurens Sweeck            | Denise Betsema             |
| 28. Okt. 2018 | München         | Munich Supercross                                   | C2     | Marcel Meisen             | Nadja Heigl                |
| 28. Okt. 2018 | Jamesburg       | HPCX #2                                             | C2     | Justin Lindine            | Arley Kemmerer             |
| 28. Okt. 2018 | Ruddervoorde    | Cyclocross Ruddervoorde (Superprestige #3)          | C1     | Mathieu van der Poel      | Marianne Vos               |
| 28. Okt. 2018 | Sagae           | Sagae Round Tohoku CX Series                        | C2     | Hikaru Kosaka             | Eri Yonamine               |
| 28. Okt. 2018 | Kings Mills     | Cincinnati Cross Carter Park                        | C2     | Kerry Werner              | Ellen Noble                |
| 28. Okt. 2018 | Irvine          | National Trophy Series #2                           | C2     | Ian Field                 | Ffion James                |
| 28. Okt. 2018 | Jablines        | Cyclocross de Jablines                              | C2     | Francis Mourey            | Marlène Petit              |
| 28. Okt. 2018 | Steinmaur       | Internationales Radquer Steinmaur                   | C2     | Sascha Weber              | Rebecca Gariboldi          |
| 28. Okt. 2018 | Elorrio         | Elorrioko Basqueland Ziklokrosa (Copa de España #2) | C1     | Vincent Baestaens         | Aida Nuño Palacio          |
| 28. Okt. 2018 | Contern         | Grand-Prix de la Commune de Contern                 | C2     | Corné van Kessel          | Loes Sels                  |
| 28. Okt. 2018 | Trnava          | Grand Prix Trnava                                   | C2     | Tomáš Paprstka            | Jana Czeczinkarová         |
| 1. Nov. 2018  | Oudenaarde      | Koppenbergcross (DVV Trofee #1)                     | C1     | Toon Aerts                | Kim Van de Steene          |
| 3. Nov. 2018  | Midland         | Silver Goose Cyclocross Festival                    | C2     | Gage Hecht                | Ellen Noble                |
| 3. Nov. 2018  | Manlleu         | Ciclocross Manlleu                                  | C2     | Vincent Baestaens         | Aida Nuño Palacio          |
| 3. Nov. 2018  | Falmouth        | Really Rad Festival of Cyclocross #1                | C2     | Justin Lindine            | Crystal Anthony            |
| 4. Nov. 2018  | Vic             | Gran Premi Internacional Ciutat de Vic              | C2     | Felipe Orts               | Aida Nuño Palacio          |
| 4. Nov. 2018  | Falmouth        | Really Rad Festival of Cyclocross #2                | C2     | Scott Smith               | Crystal Anthony            |
| 10. Nov. 2018 | Chiba           | Starlight Cross                                     | C2     | Anthony Clark             | Samantha Runnels           |
| 10. Nov. 2018 | Kolín           | Toi Toi Cup #5                                      | C1     | Diether Sweeck            | Jana Czeczinkarová         |
| 10. Nov. 2018 | Northampton     | The Northampton International #1                    | C2     | Curtis White              | Ellen Noble                |
| 10. Nov. 2018 | Niel            | Jaarmarktcross Niel (DVV Trofee #2)                 | C1     | Mathieu van der Poel      | Sanne Cant                 |
| 11. Nov. 2018 | Pierric         | Coupe de France #2                                  | C2     | Francis Mourey            | Marlène Petit              |
| 11. Nov. 2018 | Northampton     | The Northampton International #2                    | C2     | Curtis White              | Courtenay McFadden         |
| 11. Nov. 2018 | Karrantza       | Cyclo-cross de Karrantza (Copa de España #3)        | C2     | Ismael Esteban            | Lucía González Blanco      |
| 11. Nov. 2018 | Madiswil        | Flückiger Cross Madiswil                            | C2     | Sascha Weber              | Francesca Baroni           |
| 11. Nov. 2018 | Gavere          | Cyclocross Gavere (Superprestige #4)                | C1     | Mathieu van der Poel      | Alice Maria Arzuffi        |
| 11. Nov. 2018 | Crawley         | National Trophy Series #3                           | C2     | Thomas Joseph             | Anna Kay                   |
| 11. Nov. 2018 | Peterborough    | PTBOCX Lift Lock Cross                              | C2     | Gunnar Holmgren           | Ruby West                  |
| 11. Nov. 2018 | Košice          | Grand Prix Košice                                   | C2     | Nicolas Samparisi         | Tatiana Jaseková           |
| 17. Nov. 2018 | Suffern         | Supercross #1                                       | C2     | Curtis White              | Ruby West                  |
| 17. Nov. 2018 | Indianapolis    | Major Taylor Cross Cup #1                           | C2     | Andrew Dillman            | Sofía Gómez Villafañe      |
| 17. Nov. 2018 | Tábor           | Cyklokros Tábor (Weltcup #4)                        | CDM    | Mathieu van der Poel      | Lucinda Brand              |
| 17. Nov. 2018 | Minamimaki      | Rapha Supercross Nobeyama #1                        | C2     | Anthony Clark             | Samantha Runnels           |
| 18. Nov. 2018 | Suffern         | Supercross #2                                       | C2     | Curtis White              | Rebecca Fahringer          |
| 18. Nov. 2018 | Indianapolis    | Major Taylor Cross Cup #2                           | C2     | Eric Brunner              | Sofía Gómez Villafañe      |
| 18. Nov. 2018 | Minamimaki      | Rapha Supercross Nobeyama #2                        | C2     | Kohei Maeda               | Samantha Runnels           |
| 18. Nov. 2018 | Les Franqueses  | Gran Premi Les Franqueses                           | C2     | Jofre Cullell             | Olatz Odriozola Mujika     |
| 18. Nov. 2018 | Hittnau         | EKZ CrossTour #3                                    | C1     | David van der Poel        | Denise Betsema             |
| 18. Nov. 2018 | Hamme           | Flandriencross (DVV Trofee #3)                      | C1     | Mathieu van der Poel      | Annemarie Worst            |
| 24. Nov. 2018 | Topoľčianky     | Grand Prix Topoľčianky                              | C2     | Seppe Rombouts            | Jana Czeczinkarová         |
| 24. Nov. 2018 | Wachtebeke      | Ambiancecross                                       | C2     | Mathieu van der Poel      | Denise Betsema             |
| 25. Nov. 2018 | Brugherio       | International Cyclocross Selle SMP                  | C2     | Nicolas Samparisi         | Nadja Heigl                |
| 25. Nov. 2018 | Koksijde        | Duinencross Koksijde (Weltcup #5)                   | CDM    | Mathieu van der Poel      | Denise Betsema             |
| 25. Nov. 2018 | York            | National Trophy Series #4                           | C2     | Gianni Siebens            | Harriet Harnden            |
| 25. Nov. 2018 | Takashima       | Kansai Cyclo Cross Makino Round                     | C2     | Anthony Clark             | Rina Matsumoto             |
| 1. Dez. 2018  | Hasselt         | GP van Hasselt (Soudal Classics)                    | C2     | Kevin Pauwels             | Ellen Van Loy              |
| 1. Dez. 2018  | Warwick         | NBX Grand Prix of Cross #1                          | C1     | Stephen Hyde              | Kaitlin Keough             |
| 1. Dez. 2018  | Abadiño         | Abadiñoko Udala Saria                               | C2     | Felipe Orts               | Helen Wyman                |
| 1. Dez. 2018  | Garland         | Resolution Cross Cup #1                             | C2     | Gage Hecht                | Courtenay McFadden         |
| 2. Dez. 2018  | Garland         | Resolution Cross Cup #2                             | C2     | Gage Hecht                | Katie Clouse               |
| 2. Dez. 2018  | Ametzaga        | Trofeo San Andrés                                   | C2     | Felipe Orts               | Helen Wyman                |
| 2. Dez. 2018  | Bensheim        | Radcross Grandprix                                  | C2     | Marcel Meisen             | Elisabeth Brandau          |
| 2. Dez. 2018  | Warwick         | NBX Grand Prix of Cross #2                          | C2     | Stephen Hyde              | Kaitlin Keough             |
| 2. Dez. 2018  | Mol             | Zilvermeercross                                     | C2     | Corné van Kessel          | Sanne Cant                 |
| 8. Dez. 2018  | Treviso         | Ciclocross del Ponte                                | C2     | Vincent Baestaens         | Francesca Baroni           |
| 8. Dez. 2018  | Hendersonville  | North Carolina Grand Prix                           | C2     | Kerry Werner              | Lily Williams              |
| 8. Dez. 2018  | Broken Arrow    | Ruts 'n' Guts #1                                    | C1     | Gage Hecht                | Katie Clouse               |
| 8. Dez. 2018  | Jabkenice       | Toi Toi Cup #6                                      | C2     | Tomáš Paprstka            | Pavla Havlíková            |
| 8. Dez. 2018  | Troyes          | Troyes Cyclocross International                     | C2     | Lucas Dubau               | Marlène Petit              |
| 8. Dez. 2018  | Essen           | Cyclocross Essen (Brico Cross)                      | C1     | Laurens Sweeck            | Maud Kaptheijns            |
| 9. Dez. 2018  | Gorizia         | Gran Premio Luzinis                                 | C2     | Gioele Bertolini          | Francesca Baroni           |
| 9. Dez. 2018  | Broken Arrow    | Ruts 'n' Guts #2                                    | C2     | Gage Hecht                | Samantha Runnels           |
| 9. Dez. 2018  | Overijse        | Druivencross                                        | C1     | Toon Aerts                | Lucinda Brand              |
| 9. Dez. 2018  | Ipswich         | National Trophy Series #5                           | C2     | Braam Merlier             | Bethany Crumpton           |
| 9. Dez. 2018  | Eschenbach      | EKZ CrossTour #4                                    | C1     | Lars Forster              | Denise Betsema             |
| 15. Dez. 2018 | Utsunomiya      | Utsunomiya Cyclocross #1                            | C2     | Steve Chainel             | Rina Matsumoto             |
| 15. Dez. 2018 | Antwerpen       | Scheldecross (DVV Trofee #4)                        | C1     | Mathieu van der Poel      | Denise Betsema             |
| 15. Dez. 2018 | Xàtiva          | Ciclo-cross Ciudad de Xàtiva                        | C2     | Ismael Esteban            | Aida Nuño Palacio          |
| 15. Dez. 2018 | Mladá Boleslav  | Toi Toi Cup #7                                      | C1     | Diether Sweeck            | Yara Kastelijn             |
| 16. Dez. 2018 | Stadl-Paura     | Int. Radquerfeldein GP Lambach/Stadl-Paura          | C2     | Lander Loockx             | Nadja Heigl                |
| 16. Dez. 2018 | Vittorio Veneto | Gran Premio Città di Vittorio Veneto                | C2     | Stefano Sala              | Sara Casasola              |
| 16. Dez. 2018 | Utsunomiya      | Utsunomiya Cyclocross #2                            | C2     | Felipe Orts               | Rina Matsumoto             |
| 16. Dez. 2018 | Zonhoven        | Cyclocross Zonhoven (Superprestige #5)              | C1     | Mathieu van der Poel      | Sanne Cant                 |
| 22. Dez. 2018 | Sint-Niklaas    | Waaslandcross (Soudal Classics)                     | C2     | Mathieu van der Poel      | Sanne Cant                 |
| 23. Dez. 2018 | Namur           | Citadelcross (Weltcup #6)                           | CDM    | Mathieu van der Poel      | Lucinda Brand              |
| 26. Dez. 2018 | Pfaffnau        | Pfaffnau GP Luzern                                  | C2     | Gioele Bertolini          | Yara Kastelijn             |
| 26. Dez. 2018 | Heusden-Zolder  | Cyclocross Zolder (Weltcup #7)                      | CDM    | Mathieu van der Poel      | Marianne Vos               |
| 28. Dez. 2018 | Loenhout        | Azencross (DVV Trofee #5)                           | C1     | Mathieu van der Poel      | Lucinda Brand              |
| 29. Dez. 2018 | Bredene         | Sylvestercross Bredene (Brico Cross)                | C2     | Wout van Aert             | Lucinda Brand              |
| 30. Dez. 2018 | Flamanville     | Coupe de France #3                                  | C2     | Francis Mourey            | Marlène Petit              |
| 30. Dez. 2018 | Diegem          | Veldrit Diegem (Superprestige #6)                   | C1     | Mathieu van der Poel      | Sanne Cant                 |
| 1. Jan. 2019  | Baal            | GP Sven Nys (DVV Trofee #6)                         | C1     | Mathieu van der Poel      | Jolanda Neff               |
| 1. Jan. 2019  | Pétange         | Grand-Prix Garage Collé                             | C2     | Marcel Meisen             | Christine Majerus          |
| 2. Jan. 2019  | Meilen          | EKZ CrossTour #5                                    | C1     | Marcel Meisen             | Jolanda Neff               |
| 5. Jan. 2019  | Gullegem        | Cyclocross Gullegem                                 | C2     | Mathieu van der Poel      | Loes Sels                  |
| 6. Jan. 2019  | Shrewsbury      | National Trophy Series #6                           | C2     | Gosse van der Meer        | Ffion James                |
| 6. Jan. 2019  | La Mézière      | Cyclo-cross de la Mézière                           | C1     | Wout van Aert             | Christine Majerus          |
| 6. Jan. 2019  | Brüssel         | Brussels Universities Cross (DVV Trofee #7)         | C1     | Mathieu van der Poel      | Ceylin del Carmen Alvarado |
| 14. Jan. 2019 | Otegem          | Cyclocross Otegem                                   | C2     | Mathieu van der Poel      | Denise Betsema             |
| 20. Jan. 2019 | Zaō             | Zaō-sama Cup Tohoku CX Series                       | C2     | Hikaru Kosaka             | Miho Imai                  |
| 20. Jan. 2019 | Pontchâteau     | Weltcup #8                                          | CDM    | Wout van Aert             | Marianne Vos               |
| 20. Jan. 2019 | Leudelange      | Grand Prix Möbel Alvisse                            | C2     | Sascha Weber              | Puck Pieterse              |
| 26. Jan. 2019 | Rucphen         | Internationale Cyclocross Rucphen                   | C2     | Lars van der Haar         | Inge van der Heijden       |
| 26. Jan. 2019 | Zonnebeke       | Kasteelcross Zonnebeke                              | C2     | Kevin Pauwels             | Loes Sels                  |
| 27. Jan. 2019 | Hoogerheide     | GP Adrie van der Poel (Weltcup #9)                  | CDM    | Mathieu van der Poel      | Lucinda Brand              |
| 6. Feb. 2019  | Maldegem        | Parkcross Maldegem (Brico Cross)                    | C2     | Mathieu van der Poel      | Denise Betsema             |
| 9. Feb. 2019  | Lille           | Krawatencross (DVV Trofee #8)                       | C1     | Mathieu van der Poel      | Sanne Cant                 |
| 10. Feb. 2019 | Hoogstraten     | Aardbeiencross (Superprestige #7)                   | C1     | Mathieu van der Poel      | Sanne Cant                 |
| 16. Feb. 2019 | Middelkerke     | Noordzeecross (Superprestige #8)                    | C1     | Mathieu van der Poel      | Denise Betsema             |
| 17. Feb. 2019 | Hulst           | Vestingcross (Brico Cross)                          | C2     | Mathieu van der Poel      | Denise Betsema             |
| 23. Feb. 2019 | Leuven          | Stellacross (Soudal Classics)                       | C1     | Toon Aerts                | Denise Betsema             |
| 24. Feb. 2019 | Oostmalle       | Internationale Sluitingsprijs                       | C1     | Kevin Pauwels             | Denise Betsema             |

## Wertungen
| Serie                  | Land           | Sieger               | Siegerin          |
| ---------------------- | -------------- | -------------------- | ----------------- |
| Weltcup                | international  | Toon Aerts           | Marianne Vos      |
| Superprestige          | Belgien        | Mathieu van der Poel | Sanne Cant        |
| DVV Trofee             | Belgien        | Mathieu van der Poel | Sanne Cant        |
| Coupe de France        | Frankreich     | Francis Mourey       | Marlène Petit     |
| National Trophy Series | Großbritannien | Ian Field            | Bethany Crumpton  |
| EKZ CrossTour          | Schweiz        | David van der Poel   | Denise Betsema    |
| Copa de España         | Spanien        | Felipe Orts          | Aida Nuño Palacio |
| Toi Toi Cup            | Tschechien     | Jan Nesvadba         | Pavla Havlíková   |

## Meisterschaften

### Welt- und Kontinentalmeisterschaften
| Bereich                    | Datum           | Ort              | Meister              | Meisterin         |
| -------------------------- | --------------- | ---------------- | -------------------- | ----------------- |
| Weltmeisterschaften        | 2.–3. Feb. 2019 | Bogense          | Mathieu van der Poel | Sanne Cant        |
| Europameisterschaften      | 4. Nov. 2018    | ’s-Hertogenbosch | Mathieu van der Poel | Annemarie Worst   |
| Panamerika-Meisterschaften | 4. Nov. 2018    | Midland          | Curtis White         | Maghalie Rochette |

### Nationale Meisterschaften
| Land               | Datum         | Ort                 | Landesmeister           | Landesmeisterin       |
| ------------------ | ------------- | ------------------- | ----------------------- | --------------------- |
| Australien         | 11. Aug. 2018 | Wangaratta          | Chris Jongewaard        | April McDonough       |
| Belgien            | 13. Jan. 2019 | Kruibeke            | Toon Aerts              | Sanne Cant            |
| Chile              | 5. Aug. 2018  | Santiago            | Rodrigo Salazar         | Francesca Flores      |
| Dänemark           | 13. Jan. 2019 | Odense              | Sebastian Fini          | Caroline Bohé         |
| Deutschland        | 13. Jan. 2019 | Kleinmachnow        | Marcel Meisen           | Elisabeth Brandau     |
| Estland            | 13. Okt. 2018 | Saue                | Martin Loo              | Mari-Liis Mõttus      |
| Finnland           | 13. Jan. 2019 | Lieto               | Antti Kuitto            | Susanna Laurila       |
| Frankreich         | 13. Jan. 2019 | Besançon            | Clément Venturini       | Caroline Mani         |
| Großbritannien     | 13. Jan. 2019 | Gravesend           | Thomas Pidcock          | Nikki Brammeier       |
| Irland             | 13. Jan. 2019 | Cork                | David Conroy            | Lara Gillespie        |
| Island             | 27. Okt. 2018 | Reykjavík           | Ingvar Ómarsson         | Ágústa Björnsdóttir   |
| Italien            | 13. Jan. 2019 | Mailand             | Gioele Bertolini        | Eva Lechner           |
| Japan              | 9. Dez. 2018  | Takashima           | Kohei Maeda             | Rina Matsumoto        |
| Kanada             | 10. Nov. 2018 | Peterborough        | Michael van den Ham     | Maghalie Rochette     |
| Kroatien           | 13. Jan. 2019 | Pula                | Matija Meštrić          | Mia Radotić           |
| Luxemburg          | 13. Jan. 2019 | Bruch               | Vincent Dias dos Santos | Christine Majerus     |
| Niederlande        | 13. Jan. 2019 | Huijbergen          | Mathieu van der Poel    | Lucinda Brand         |
| Norwegen           | 18. Nov. 2018 | Bergen              | Tobias Johannessen      | Ingrid Moe            |
| Österreich         | 13. Jan. 2019 | Wien                | Gregor Raggl            | Nadja Heigl           |
| Polen              | 13. Jan. 2019 | Strzelce Krajeńskie | Marek Konwa             | Barbara Borowiecka    |
| Portugal           | 13. Jan. 2019 | Marrazes            | Márcio Barbosa          | Ana Mafalda Sá Santos |
| Rumänien           | 22. Dez. 2018 | Hermannstadt        | Eduard-Michael Grosu    | Eszter Berecki        |
| Schweden           | 12. Jan. 2019 | Varberg             | David Eriksson          | Ida Erngren           |
| Schweiz            | 13. Jan. 2019 | Sitten              | Timon Rüegg             | Jolanda Neff          |
| Slowakei           | 2. Dez. 2018  | Banská Bystrica     | Ondrej Glajza           | Janka Keseg Števková  |
| Spanien            | 13. Jan. 2019 | Pontevedra          | Felipe Orts             | Aida Nuño Palacio     |
| Tschechien         | 12. Jan. 2019 | Holé Vrchy          | Michael Boroš           | Pavla Havlíková       |
| Ungarn             | 13. Jan. 2019 | Miskolc             | Balász Vas              | Kata Blanka Vas       |
| Vereinigte Staaten | 16. Dez. 2018 | Louisville          | Stephen Hyde            | Katherine Compton     |